# Pavao Pervan
Pavao Pervan (ur. 13 listopada 1987 w Livnie) – austriacki piłkarz pochodzenia chorwackiego grający na pozycji bramkarza. Od 2018 roku zawodnik VfL Wolfsburg.

## Życiorys
W czasach juniorskich trenował Favoritner AC i SC Team Wiener Linien. W latach 2004–2005 był piłkarzem seniorskiego zespołu tego drugiego, funkcjonującego wówczas pod nazwą Gaswerk/Straßenbahn. 27 lipca 2007 został zawodnikiem FC Lustenau 07. Od 31 stycznia do 13 lipca 2010 grał w FC Pasching, po czym stał się piłkarzem LASK Linz. W jego barwach zadebiutował w Bundeslidze austriackiej – miało to miejsce 11 grudnia 2010 w zremisowanym 2:2 meczu z Kapfenbergerem SV. 1 lipca 2018 odszedł za 500 tysięcy euro do niemieckiego VfL Wolfsburg. W Bundeslidze zagrał po raz pierwszy 1 września 2018 w wygranym 3:1 spotkaniu z Bayerem 04 Leverkusen.